# Есперанса Спалдінг
Есперанса Емілі Спалдінг (англ. Esperanza Emily Spalding; 18 жовтня 1984, Портленд, Орегон) — американська джазова басистка, співачка, авторка пісень і композиторка. Серед її нагород чотири премії Греммі, Бостонська музична премія і музична премія Soul Train. 
Народилася в місті Портленд, штат Орегон. Почала професійно займатися музикою в дитинстві, виступаючи в якості скрипальки в Суспільстві камерної музики штату Орегон у віці п'яти років. Пізніше самостійно навчалася грі на інших інструментах, включаючи гітару і бас. Її майстерність принесла їй академічні стипендії в Портлендському державному університеті та Музичному коледжі Берклі, де Сполдінг вивчала музику. 
Сполдінг випустила свій перший альбом Junjo в 2006 році на іспанському лейблі Ayva Musica, після чого підписала контракт з незалежним американським лейблом Heads Up, що випустив в 2007 році її однойменний альбом. Її третій студійний альбом Chamber Music Society (2010) мав комерційний успіх, зайнявши 34-е місце в Billboard 200. Також за даний альбом Сполдінг отримала свою першу Греммі як найкращий новий виконавець, ставши першою з джазових музикантів, хто отримала нагороду в цій номінації. Подальше визнання вона отримала завдяки четвертому релізу Radio Music Society (2012), отримавши премію Греммі за кращий джазовий вокальний альбом, а також трек «City of Roses», який переміг в номінації краще аранжування для інструментів та вокалу.
Провівши наступні кілька років у складі групи, Сполдінг випустила свій п'ятий студійний альбом. Натхненний фанк-роком, концептуальний альбом під назвою Emily's D+Evolution, співпродюсером якого виступив Тоні Вісконті, був випущений на Concord Records. У наступному році вона випустила альбом Exposure обмеженим тиражем 7777 копій. Її шостий студійний альбом 12 Little Spells був вийшов у 2019 році і зайняв перше місце в Billboard Top Jazz Albums. Альбом також був номінований на дві премії Греммі, перемігши в категорії «кращий джазовий вокальний альбом». 
Крім написання і виконання музики, Сполдінг з 20 років працювала інструкторкою в Музичному коледжі Берклі. Також в 2017 році Сполдінг призначена професоркою музичної практики в Гарвардському університеті. У 2018 році Сполдінг отримала звання почесної докторки музики у своїй альма-матер, Музичному коледжі Берклі, і виступила на церемонії вручення дипломів.

## Біографія

### 1984-2003: Рання життя та освіта
Есперанса Емілі Сполдінг народилася 18 жовтня 1984 року в Портленді, штат Орегон, США в родині батька афроамериканського походження і матері валлійського, корінного американського і латиноамериканського походження. Вона виросла в районі Кінг на північному сході Портленда, який в той час був відомий бандитизмом. Мати ростила Сполдінг і її брата поодинці, без батька. У дитинстві Сполдінг страждала ювенільним ідіопатичним артритом, в результаті чого провела більшу частину дитинства на домашньому навчанні, хоча також відвідувала початкову школу Кінга на північному сході Портленда. У цей період Сполдінг знайшла можливість отримати музичну освіту, слухаючи професора коледжу своєї матері, який навчав її грі на гітарі. Сполдінг розповідала, що іноді вона ходила з матір'ю на заняття, а потім вдома повторювала те, що грав вчитель. Сполдінг жила в районі Кінг (Портленд) до десяти років, поки не переїхала зі своєю родиною в передмістя. Няня Еспиранси була кубинкой, і багато в чому навчила її іспанської мови.
Мати Сполдінг звернула увагу на музичні здібності дочки, коли вона в дитинстві змогла відтворити Бетховена на слух домашньому фортепіано. Сама Сполдинг вважала, що спостереження за класичним віолончелістом Йо-Йо Ма в епізоді серіалу Сусідство містера Роджерса було невід'ємною частиною її дитинства та надихнуло на заняття музикою. До п'яти років Сполдінг навчилася грати на скрипці та почала професійно виступати в Товаристві камерної музики штату Орегон (англ. Chamber Music Society of Oregon). Вона входила до складу групи, поки їй не виповнилося 15 років, після чого вона пішла зі складу у званні концертмейстера. Хоча її і визнавали як музичного вундеркінда, Сполдинг засуджувала цей титул, коментуючи в 2010 році: «Мене оточують вундеркінди, куди б я пішла, але вони не зізнаються як такі, тому що трохи старше за мене, або не жіночої статі, або ж не на якомусь великому лейблі».
Вона також навчилася грати на гітарі, віолончелі, контрабасі, гобої, кларнеті та співати пісні кількома мовами (англійською, іспанською, португальською). На гобої та кларнеті Сполдінг грала в юності, перш ніж відкрила для себе контрабас під час відвідування середньої школи виконавських мистецтв Північно-Західної академії, в якій вона виграла стипендію. Сполдинг почала виступати у клубах Портленда у підлітковому віці, організувавши свій перший концерт у блюзовому клубі в 15 років, вміючи грати лише одну партію на басу. Один із досвідчених музикантів, з якими вона грала, запросив її приєднатися до репетицій гурту, що призвело до регулярних виступів, які тривали майже рік. За словами Сполдінг, це стало для неї шансом навчитися та відточити свої музичні здібності. У віці 15 або 16 років Сполдинг приєдналася до місцевої інді-рок/поп-групи Noise for Pretend як співачка та автор текстів. Хоча Сполдинг і брала кілька приватних уроків вокалу, які навчили її проектувати голос, вона заявляла, що основний співочий досвід вона отримала під час співу в душі. Її бажання виступати наживо виникло природним чином із процесу композиції, коли вона співала і грала одночасно, щоб побачити, як мелодія та голос поєднуються один з одним. Сполдинг визнає, що виконання двох ролей одночасно може бути складним завданням.
Сполдинг покинула Північно-Західну академію у віці 16 років і після отримання диплома про середню освіту (GED) вступила до Портлендського державного університету за музичною програмою за допомогою стипендії, де, за її спогадами, була «наймолодшою басисткою у програмі». Вона вирішила подати заяву до Музичного коледжу Берклі за підтримки свого викладача з басу і досить добре пройшла прослуховування, щоб отримати повну стипендію. Незважаючи на здобуття стипендії, Сполдінг зіткнулася з проблемою покриття витрат на проживання, тому її друзі влаштували благодійний концерт, за допомогою якого їй було сплачено авіаквитки. Заощаджень вистачило ненадовго, і вона подумала, щоб залишити музику на користь політології. Джазовий гітарист та композитор Пет Метені відмовив її від цього кроку. Він сказав їй, що вона має «Х-фактор» і зможе його розкрити, якщо докладе зусиль.

### 2004–2007: Початок кар'єри, викладання таJunjo

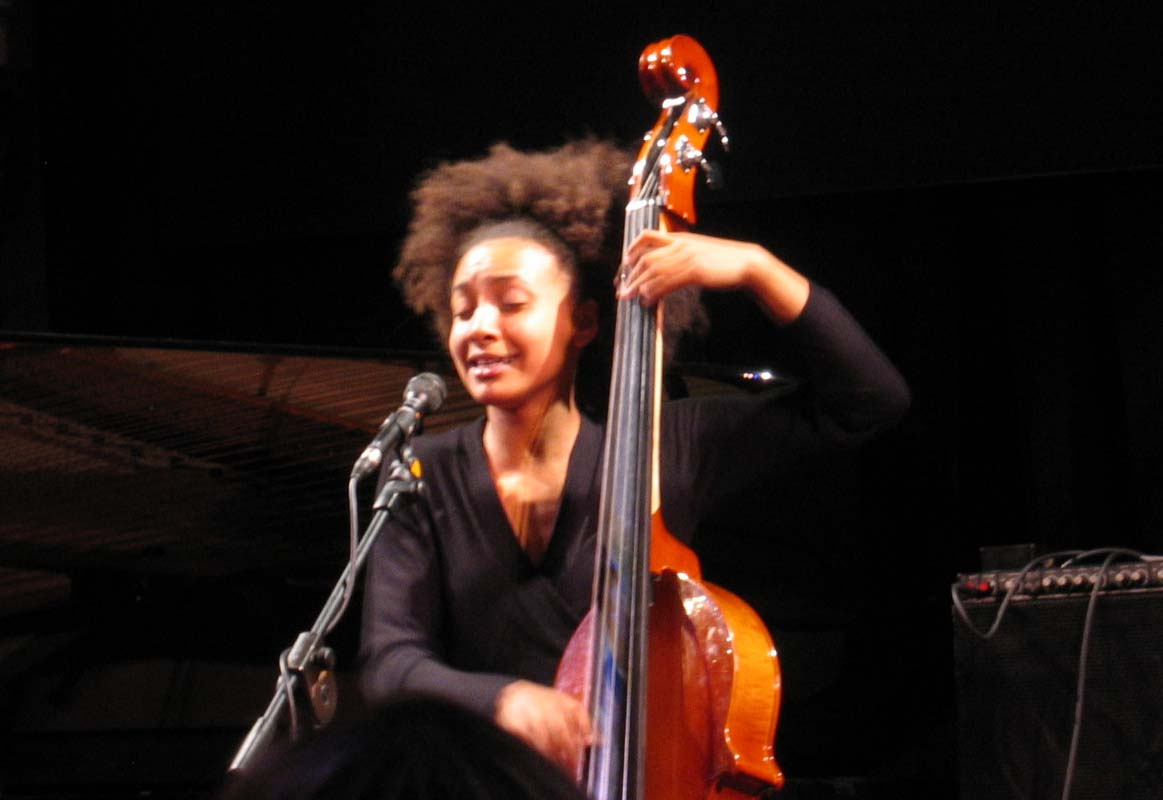
Сполдинг на джазовому фестивалі Umbria Jazz Festival у Перуджі, Італія, 2007 р.

Гері Бертон, виконавчий віце-президент Берклі, в 2004 році заявив, що у Сполдінг «прекрасне почуття часу, вона може впевнено виконувати найскладніші композиції, а також передає свій оптимістичний характер у всьому, що грає».
Бен Ретліфф у 2006 році писав у The New York Times про голос Сполдінг: «легкий і високий, у діапазоні тону Блоссом Дірі . Вона може співати тихо, майже в мріях», а також, що вона «винаходить свою власну жіночність, простір, різноманітний звук згори до низу». У 2005 році Сполдінг була удостоєна стипендії Бостонського джазового товариства за видатну музичну майстерність. Майже відразу після закінчення коледжу, Сполдинг була найнята Музичним коледжем Берклі для викладання гри на басу та приватних уроків, ставши одним з наймолодших викладачів в історії установи, у віці 20 років. Як учитель, Сполдинг намагається допомогти своїм учням сфокусуватися на самостійних заняттях за допомогою журналу практики, який може допомогти їм усвідомити свої сильні сторони та те, що потрібно робити.
Її дебютний альбом Junjo був випущений у квітні 2006 року компанією Ayva Music. Він був створений, щоб показати динаміку, яку вона відчувала у своєму тріо . Хоча Junjo і був випущений виключно під її ім'ям, Сполдінг вважає, що це групова робота.

### 2008-2010:Esperanza

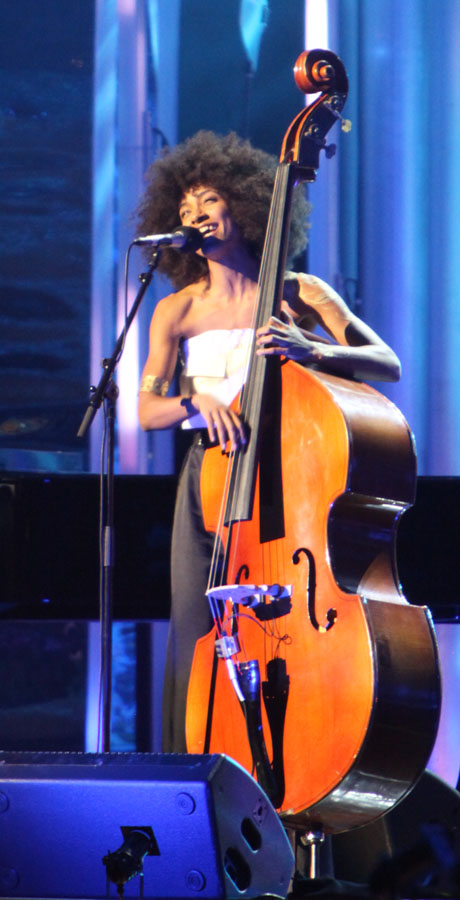
Сполдинг виступає на концерті Нобелівської премії миру 2009 року.

Коли в 2008 році її запитали, чому вона грає на басу, а не на якомусь іншому інструменті, Сполдінг відповіла, що це не було її вибором, і бас має свою власну дугу, резонує з нею. Сполдинг говорила, що відкриття басу для неї було схоже на те, що «одного разу ти прокидаєшся і розумієш, що закохана в колегу». На той час, як вона випадково взяла бас на уроках музики і почала з ним експериментувати, інші інструменти їй набридли. Вчитель гурту показав їй блюзову партію для басу, яку вона пізніше використала у своєму першому концерті. Після цього вона почала щодня грати на басу та поступово закохалася в нього.
Ретліфф у 2008 році писав, що одним із головних дарів Сполдинг є «легкий, шипучий, оптимістичний драйв, який проявляється в її мелодійній грі на басу та пружному співі з тихим голосом», але також те, що «у музиці відсутня важлива міра скромності». Він додав: «Це спроба вивести цей перетин [Стиві Уандера і Уейна Шортера] на новий рівень чіткості та сили, але її гармонійні послідовності та груви трохи очевидні, що висуває її на передній план як співачку та автора пісень, що не є її головною силою».
Пет Метені в 2008 році говорив, що відразу стало очевидно, «їй є що сказати [...] у неї є той рідкісний фактор «х», за допомогою якого вона може передавати певне особисте бачення та енергію, що повністю належать їй». Також у 2008 році Андрес Кінтерос в аргентинському періодичному виданні 26Noticias писав, що Сполдінг - один із найбільших нових талантів на сучасній джазовій сцені. Патті Остін найняла Сполдінг для роботи в міжнародному турне після першого семестру Сполдінг у Берклі. Турне співачки було з триб'ют-програмою Елли Фіцджеральд «Для Елли».
У 2008 році Сполдинг сприйняла тур як освітній - він допоміг їй навчитися акомпанувати вокалісту, а також підтримувати енергію та інтерес, граючи той самий матеріал щовечора. Вона продовжувала періодично виступати з Остін протягом трьох років. У той же період, перебуваючи в Берклі, Сполдінг навчалася у саксофоніста Джо Ловано, перш ніж зрештою вирушити з ним у тур. Вони почали як тріо, розширившись до квартету. Пізніше колектив приєднався до квінтету US5 і мандрував Сполученими Штатами від Нью-Йорка до Каліфорнії. Станом на 2008 рік вона також розробляла кілька курсів для студентів Берклі, зокрема курс навчання гармонії та теорії за допомогою транскрипції музики. Через гастролі Сполдінг перестала давати уроки у Берклі. Проживала як у Нью-Йорку, так і в Остіні, штат Техас.

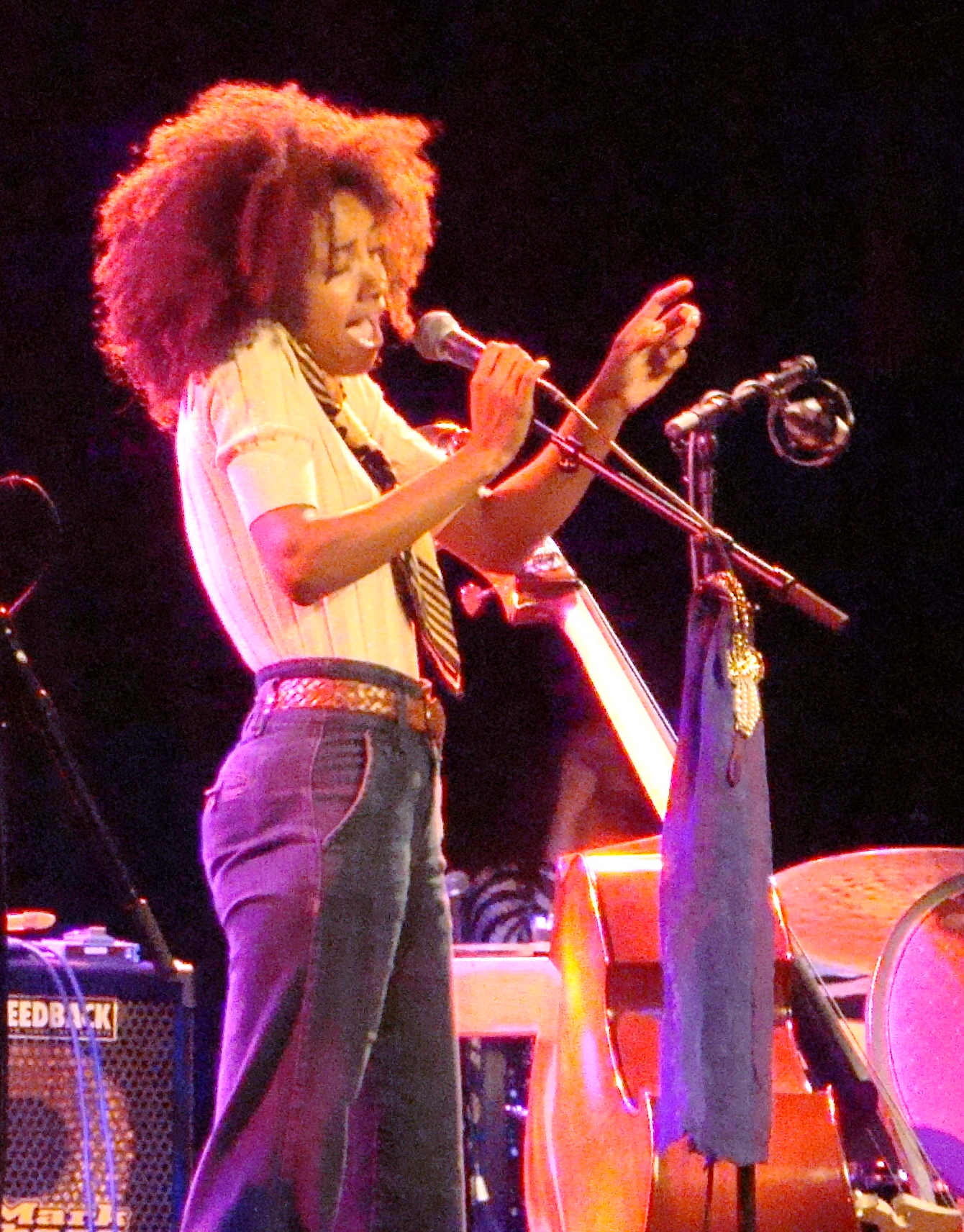
Сполдинг на джазовом фестивале North Sea Jazz Festival, 2009 г.

Esperanza - другий студійний альбом Сполдінг. Після перемоги Сполдінг на Греммі в лютому 2011 року альбом потрапив у Billboard 200 на 138-й рядок. Матеріал альбому Esperanza мав більше відбивати її як артистку, а музиканти були обрані для найкращого представлення цього матеріалу. Ед Моралес з PopMatters писав, що Esperanza є «широким колажем з джазового фьюжна, бразильської музики і навіть хіп-хопу».
10 грудня 2009 року на церемонії вручення Нобелівської премії миру Сполдинг виступила у мерії Осло на честь призначення лауреатом президента США Барака Обами, а також виступила на концерті премії наступного дня. Вона була запрошена особисто Обамою відповідно до традиції виступу запрошеного лауреатом артиста.
Сполдинг також виступала на відкритті джазового фестивалю Park City Jazz Festival у 2009 році в Парк-Сіті, Юта. Вона закривала шоу спільним номером із басистами Браяном Бромбергом та Шоном О'Брайаном Смітом, які також виступали раніше цього дня. На триб'ют-концерті музики Прінса, Сполдінг запросили заспівати разом з Патті Лабелль, Алішей Кіз та Жанель Моне. Сполдинг виконала хіт-сингл 1987 року «If I Was Your Girlfriend».
7 лютого 2010 року Сполдінг стала найпопулярнішою людиною і другим за популярністю запитом у пошуку Google в результаті її появи в телевізійній програмі PBS Austin City Limits.

### 2011-2015:Chamber Music SocietyandRadio Music Society
У 2011 році Сполдінг співпрацювала з Тінеке Постмою на треку «Leave Me a Place Underground» з альбому The Dawn of Light. Також вона співпрацювала з Террі Лайн Керрінгтон над альбомом The Mosaic Project, де бере участь на треку «Crayola». Сполдинг також працювала у дуеті з Ніколасом Пейтоном на треку «Freesia» з альбому Bitches of Renaissance 2011 року.
На 53-й церемонії вручення премії «Греммі» того ж року Сполдінг отримала премію як найкращий новий виконавець.
Chamber Music Society – третій студійний альбом Сполдінг. Після її несподіваної перемоги на Греммі альбом знову увійшов до Billboard 200 під номером 34 з продажами 18 000 копій. На пісню «Little Fly» знято кліп. Текст пісні є вірш Вільяма Блейка, покладений музикою Сполдинг. Вінілову версію альбому було випущено в лютому 2011 року.
У листопаді 2011 року Сполдінг отримала нагороду Boston Music Awards у номінації «Джазовий артист року».
У лютому 2012 року Сполдинг виступила на 84-й церемонії вручення премії «Оскар», виконавши джазовий стандарт Луї Армстронга «What a Wonderful World» разом із Дитячим хором Південної Каліфорнії. Композиція прозвучала як супровід відеоряду, присвяченого великим особистостям кіноіндустрії, які померли у 2011 та на початку 2012 року.
Radio Music Society - четвертий студійний альбом, випущений на Heads Up International у березні 2012 року, містив власні музичні композиції Сполдінг, а також композиції таких виконавців, як Beach Boys та Уейн Шортер.
Сполдинг також з'являлася як запрошений артист в альбомі Жанель Моне 2013 року The Electric Lady в треку «Dorothy Dandridge Eyes». Також вона виконала джазовий дует у альбомі Бруно Марса Unorthodox Jukebox, під назвою «Old & Crazy». У листопаді 2013 року Сполдінг випустила сингл «We Are America» на знак протесту проти тюремних таборів Гуантанамо з епізодичними виступами Стіві Вандера та Гаррі Белафонте. У 2015 році вона з'явилася в науково-популярному документальному телесеріалі NOVA «Велика математична таємниця», розповівши про зв'язок музики та математики.

### 2016–тепер:Emily's D+Evolution,Exposureта12 Little Spells
У березні 2016 року Сполдінг випустила свій п'ятий студійний альбом Emily's D+Evolution — концептуальний альбом із елементами фанк-року. Він був спродюсований Сполдінг спільно з давнім колегою Девіда Боуі Тоні Вісконті. В альбомі Сполдінг виконує музику за допомогою свого альтер-его Емілі, що є її другим ім'ям. В інтерв'ю Сполдинг заявила, що Емілі «є духом, істотою, або аспектом, якого я зустріла або про яке дізналася. Я визнаю, що моя робота ... полягає в тому, щоб бути її руками та вухами, голосом і тілом». У записі альбому та в турі на підтримку альбому взяли участь музиканти Метью Стівенс на гітарі, Джастін Тайсон та Каррім Ріггінс на барабанах, Емілі Елберт, Корі Кінг та Надя Вашингтон — вокал.
У липні 2017 року Сполдінг була призначена професором музичної практики Гарвардського університету. Через п'ять місяців, у грудні, Сполдинг випустила Exposure, який є її шостим студійним альбомом. Цей проект був творчим експериментом і отримав свій початок 12 вересня 2017 року. Сполдинг мала намір створити альбом від початку до кінця за 77 годин, одночасно транслюючи весь творчий процес у прямому ефірі на Facebook . По завершенні вона випустила 7777 записів альбому обмеженим тиражем. Упаковка фізичного альбому включала частину оригінальних нотних аркушів, яких використовувала Есперанса для написання текстів і музики. Це дозволяло тим, хто був свідком процесу, володіти частиною витвору безпосередньо з джерела. З приводу експерименту Сполдинг заявила, що живий аспект процесу змусив її бути креативнішою, тому що в неї не було можливості повертатися до одного і того ж і пробувати ще. У тому ж році вона з'явилася у фільмі Любов збиває з рими (2017).
З 7 по 18 жовтня 2018 року Сполдінг випустила дванадцять треків – по одному на день – які разом склали її сьомий студійний альбом 12 Little Spells. Кожен трек супроводжувався музичним відео, опублікованим на її каналі YouTube, і співвідносився з окремою частиною тіла. Сполдинг описала експериментальну структуру альбому як результат поступового відходу від титулу «артиста», що тяжіє до концептуальної ідентичності. 27 січня 2020 альбом отримав премію Греммі як кращий джазовий вокальний альбом.
У 2020 та 2021 роках Сполдінг працювала з Уейном Шортером над оперним твором під назвою «Iphigenia», де Сполдінг написала лібрето. Прем'єра опери відбулася на обох узбережжях США восени 2021 і в лютому 2022.

## Творчість
Сполдинг цікавиться музикою інших культур, у тому числі бразильської, де одного разу вона провела місяць, вивчаючи португальську мову. Вона заявляла, що мелодія і текст пісень португальською мовою нерозривно пов'язані. Вона співає кількома мовами, включаючи англійську, іспанську та португальську.

### Вплив
Наставником Сполдінг був Тара Меморі. Вона згадувала джазових басистів Рона Картера і Дейва Холланда, які дуже вплинули на її музику — Картера за оркестрування його гри і Холланда за те, як його композиційний метод доповнює його особистий стиль. Також вона описувала саксофоніста Уейна Шортера та співака, автора пісень Мілтона Насименту, як героїв.
Сполдинг говорила, що любить фьюжн, і на неї вплинула чудова тенденція, що почалася 40 років тому, коли люди продовжували включати сучасний звук у свою музику. Сполдинг висловила бажання, щоб її судили за її музичність, а не сексуальну привабливість. Вона вважає, що жінки-музики повинні взяти на себе відповідальність уникати надмірної сексуальності. Крім того, щоб писати оригінальну музику, музиканти повинні читати і бути в курсі всього світу. Вона говорила, що моделює свою кар'єру за прикладом Мадонни та Орнетта Коулмана, а також називала Джоні Мітчелл головним музичним джерелом натхнення. Сполдинг також заявляла, що її мама була і завжди буде її взірцем для наслідування.

### Інструменти
Електронні бас-гітари

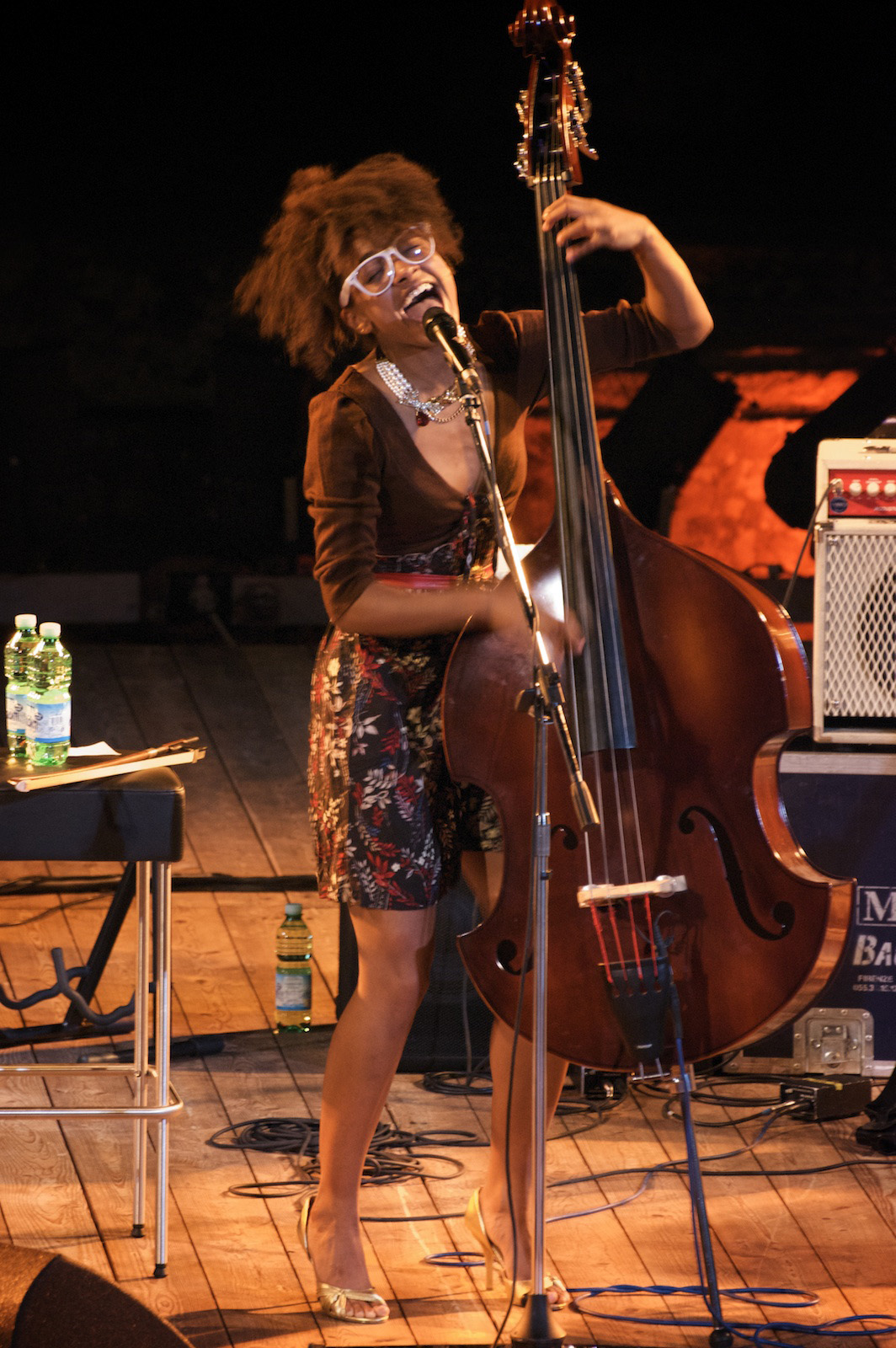
У своїх виступах Сполдінг чергує контрабас та електронну бас-гітару.

- Fender Jaco Pastorius Jazz Bass (безладовий)[108]
- South Paw Fretless 5-string[109]
- Безладова бас-гітара Moollon Double P5[110]

Акустичні бас-гітари
- Doolin ABG4[111]
- Godin A5 (напівакустична, 5-струнна, безладова)

Контрабас
- Контрабас 7/8 (виробник невідомий)[112]
- Акустичний дорожній контрабас Czech-Ease Standard S1[113]

Підсилювачі
- Ampeg SVT-4PRO
- Ampeg PN-410HLF

Струни
- Fender 9050M Stainless Steel Flatwound Long Scale (.055-.105)[114]

## Особисте життя
Під час навчання в Берклі почала зустрічатися з однокурсником, джазовим трубачем Крістіаном Скоттом. Вони були у відносинах чотири роки. В інтерв'ю 2016 року Сполдінг заявила, що має резиденцію в Брукліні, Нью-Йорк, і Хіллсборо, штат Орегон, де проживає її сім'я. Практикує буддійську традицію Soka Gakkai International (SGI).

## Філантропія

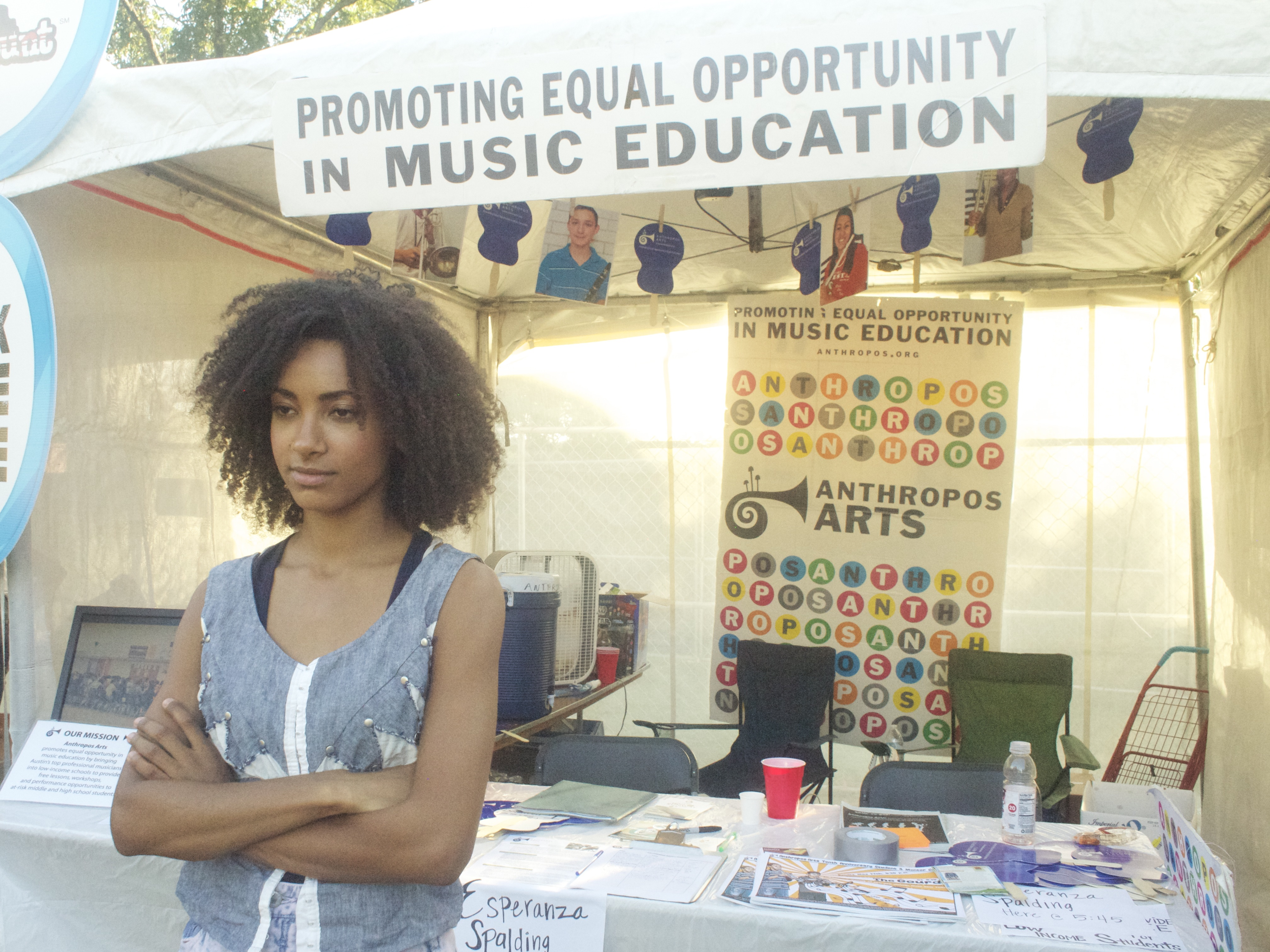
Сполдинг керує будкою музичної освіти на музичному фестивалі Austin City Limits, 2012 рік

Під час свого турне 2012 року Сполдінг пожертвувала частину виторгу від продажу товарів некомерційної організації Free the Slaves. Організація, що базується у Вашингтоні, округ Колумбія, яка займається боротьбою з торгівлею людьми по всьому світу. У 2013 році вона виступила з благодійною програмою для американської музичної програми Pacific Crest Jazz Orchestra, заснованої її наставником Тарою Меморі.
4 вересня 2018 року Сполдинг надала благодійну допомогу Bienestar, некомерційній організації, що займається житлом та інформаційно-просвітницькою діяльністю (базується в Хіллсборо, штат Орегон). Через кілька тижнів вона з'явилася з Хербі Хенкоком на фестивалі Lions of Justice, на підтримку шанобливого і гідного поводження з усіма людьми, спонсорованим Soka Gakkai International.
Сполдинг є прихильником парків і відкритих просторів, а також прихильником Фонду громадських земель.

## Дискографія
| Дата            | Альбом                     | Лейбл                  |
| --------------- | -------------------------- | ---------------------- |
| 18 квітня 2006  | Junjo                      | Ayva Music             |
| 20 травня 2008  | Esperanza                  | Heads Up International |
| 17 серпня 2010  | Chamber Music Society      | Heads Up International |
| 20 березня 2012 | Radio Music Society        | Heads up International |
| 4 березня 2016  | Emily's D+Evolution        | Concord Records        |
| 16 грудня 2017  | Exposure                   | Concord Records        |
| 19 жовтня 2018  | 12 Little Spells           | Concord Records        |
| 24 вересня 2021 | Songwrights Apothecary Lab | Concord Records        |

## Нагороди та номінації
| Нагорода                              | Робота                          | Рік  | Номінація                                                      | Результат | Джерело |
| ------------------------------------- | ------------------------------- | ---- | -------------------------------------------------------------- | --------- | ------- |
| Boston Music Awards                   | Як виконавець                   | 2011 | Джазовий артист року                                           | Перемога  | [ 126 ] |
| Премія Греммі                         | Як виконавець                   | 2011 | Найкращий новий виконавець року                                | Перемога  | [ 127 ] |
| Премія Греммі                         | Bird Songs (альбом Джо Ловано ) | 2012 | Найкращий джазовий інструментальний альбом                     | Номінація | [ 127 ] |
| Премія Греммі                         | Radio Music Society             | 2013 | Найкращий джазовий вокальний альбом                            | Перемога  | [ 127 ] |
| Премія Греммі                         | «Radio Music Society»           | 2013 | Найкращий музичний фільм                                       | Номінація | [ 127 ] |
| Премія Греммі                         | City Of Roses                   | 2013 | Найкраще інструментальне аранжування у супроводі вокаліста(ів) | Перемога  | [ 127 ] |
| Премія Греммі                         | «Swing Low»                     | 2014 | Найкраще інструментальне аранжування у супроводі вокаліста(ів) | Перемога  | [ 127 ] |
| Премія Греммі                         | 12 Little Spells                | 2020 | Найкращий джазовий вокальний альбом                            | Перемога  | [ 127 ] |
| Премія Греммі                         | 12 Little Spells                | 2020 | Найкраще аранжування для інструментів та вокалу                | Номінація | [ 127 ] |
| Премія Греммі                         | Songwrights Apothecary Lab      | 2022 | Найкращий джазовий вокальний альбом                            | Перемога  | [ 127 ] |
| Smithsonian American Ingenuity Awards | Як виконавець                   | 2012 | Виконавче мистецтво                                            | Перемога  | [ 128 ] |
| Soul Train Music Awards               | Як виконавець                   | 2012 | Найкращий сучасний джазовий виконавець/група                   | Перемога  | [ 129 ] |